# Mirko Reichel
Mirko Reichel (ur. 2 grudnia 1970 w Stollberg/Erzgeb.) – niemiecki piłkarz grający na pozycji pomocnika. Jako piłkarz grał m.in. w Erzgebirge Aue, VfL Bochum i SpVgg Greuther Fürth.  Po zakończeniu kariery został trenerem.